# Crotalus basiliscus
Tên thông dụng: Rắn đuôi chuông bờ tây Mexico, rắn đuôi chuông xanh Mexico, more.
Crotalus basiliscus là một loài rắn độc được tìm thấy ở tây México. Danh pháp xuất phát từ tiếng Hy Lạp nghĩa là vua, basiliskos, và là một ám chỉ đến kích thước lớn và tiết nọc độc mạnh của loài rắn này. Hiện không có phân loài được công nhận.
Đây là một trong những loài rắn chuông lớn nhất. Các mẫu vật vượt quá 150 xentimét (4,9 ft) không phổ biến lắm, còn kích thước tối đa được ghi nhận là 204,5 xentimét (6,71 ft) (Klauber, 1972). Loài này được liệt kê là loài ít quan tâm sách đỏ IUCN (v3.1, 2001).

## Tên thông thường trong tiếng Anh
Gồm: Mexican west coast rattlesnake, Mexican green rattler, Mexican west coast green rattlesnake.

## Phân bố
Loài này được tìmt thấy ở miền tây Mexico từ nam Sonora tới Michoacán, nơi nó bị giới bạn bởi đồng bằng ven biển. The Vùng điển hình được được chọn là "Gần Colima, Mexico".

## Hình ảnh

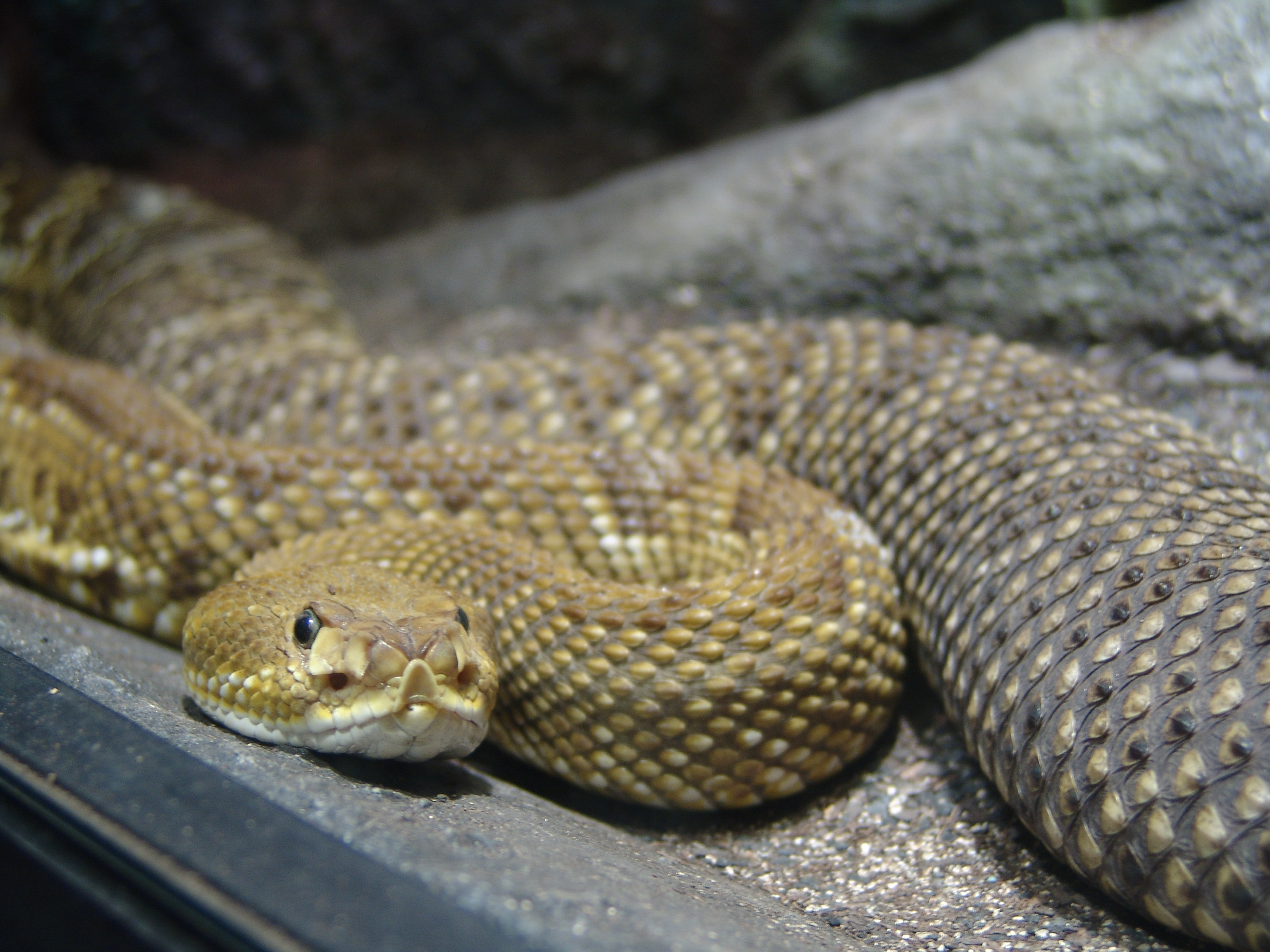
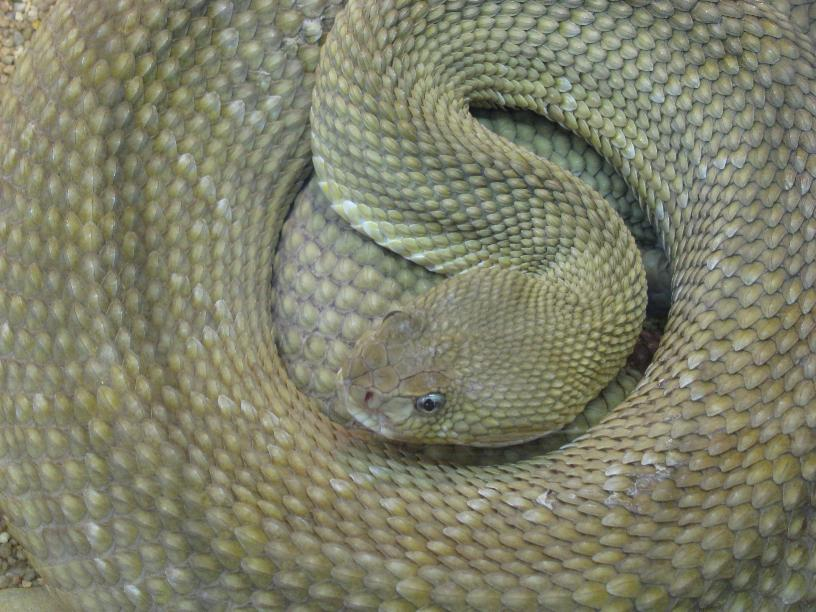
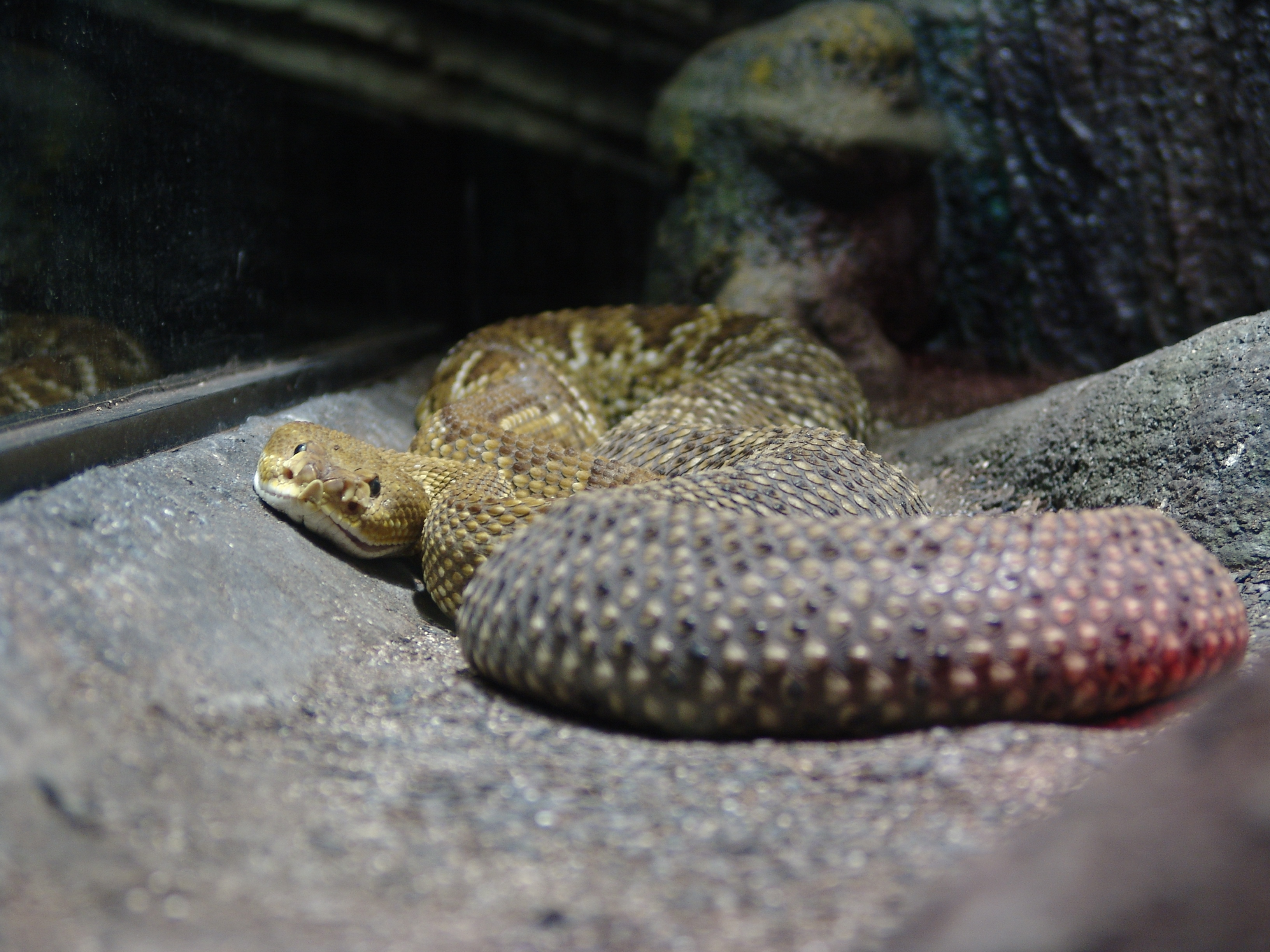
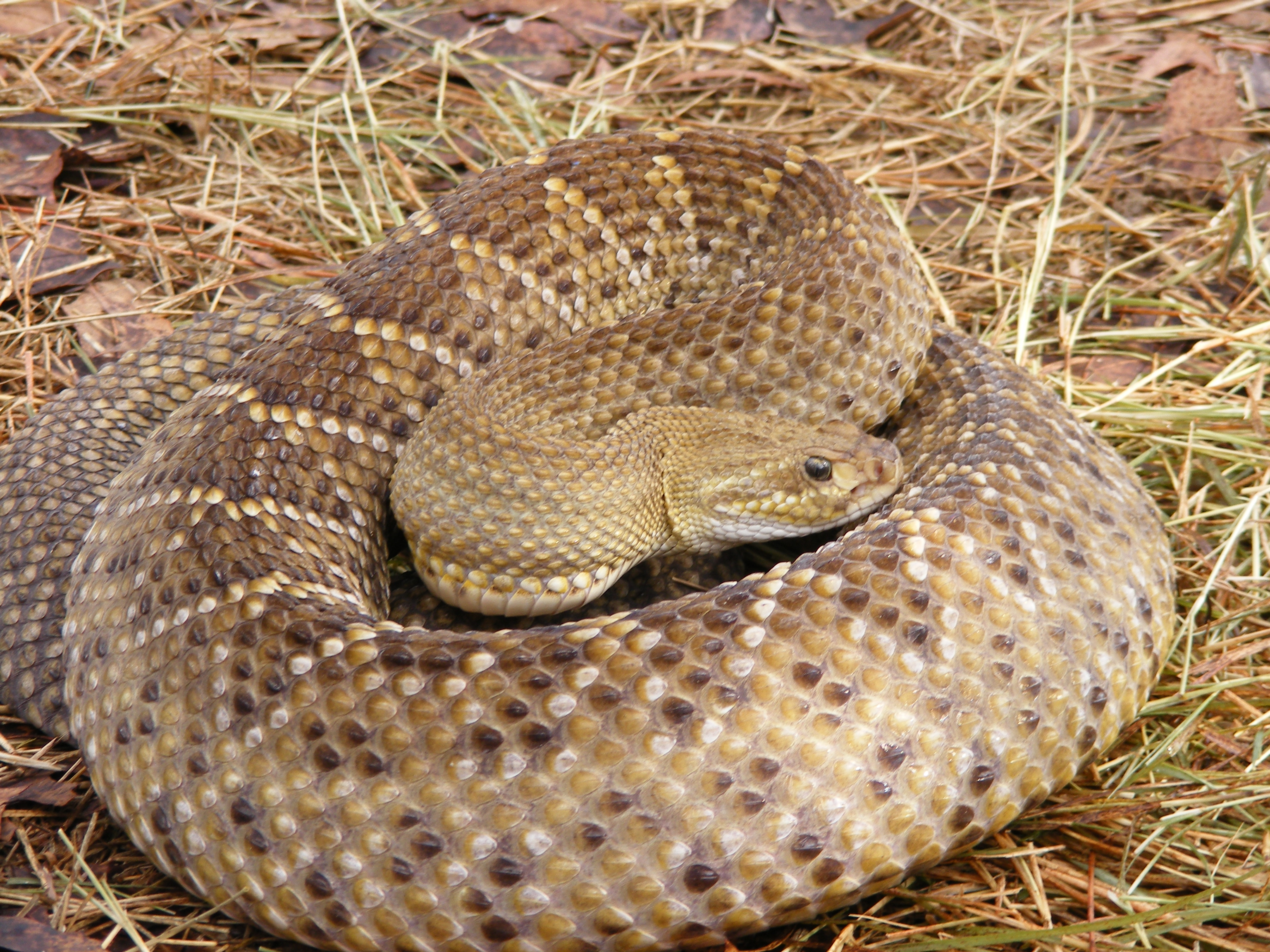
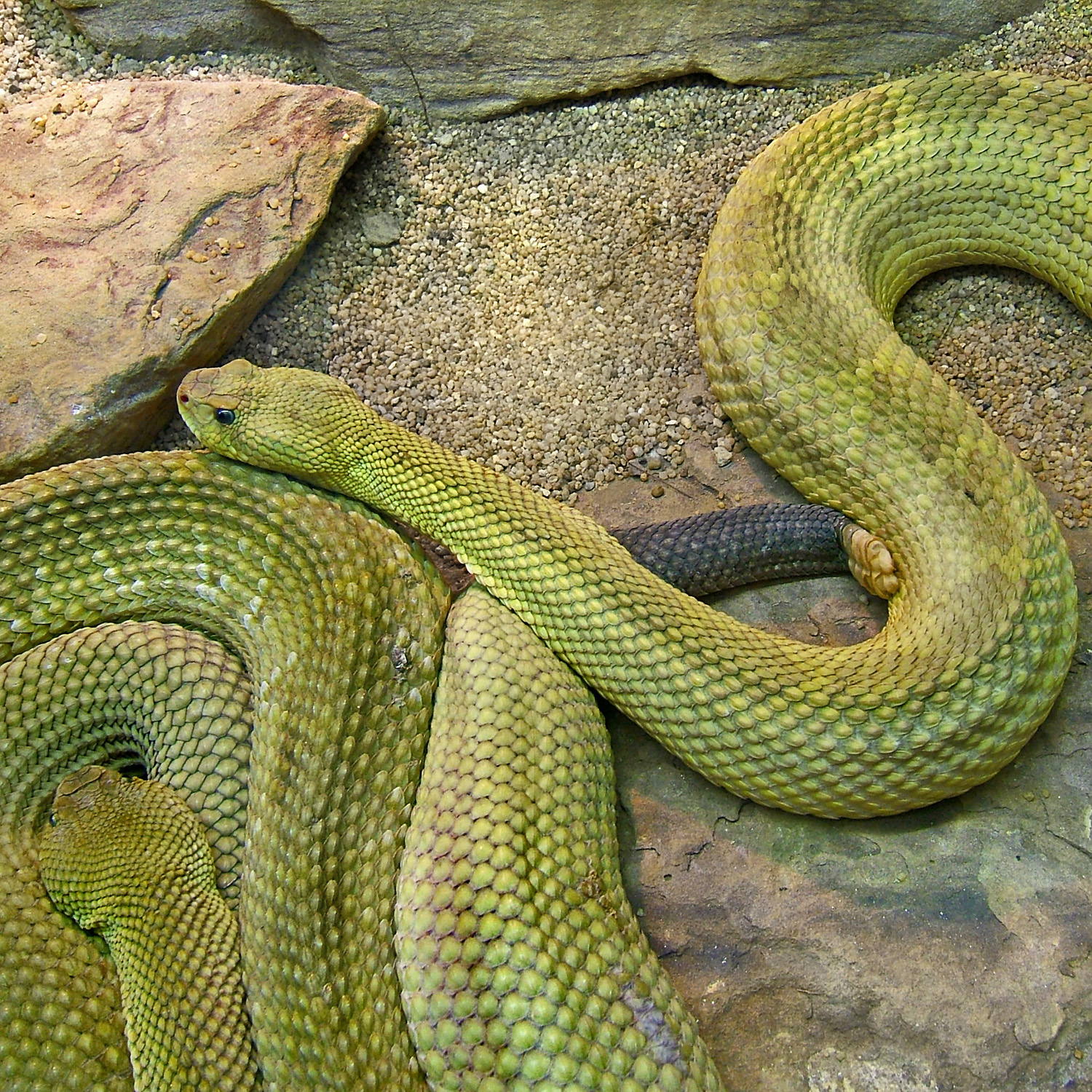
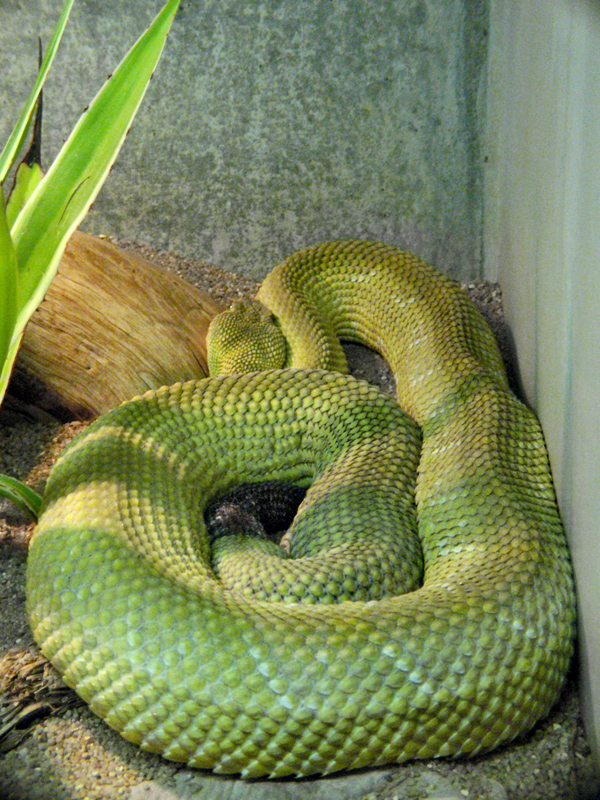